# KiCad
KiCad（キキャド）は、オープンソースのEDA(自動電子設計)用のソフトウェアスイート。電子回路設計とプリント基板(PCB)への変換を容易にする。
KiCadは、Jean-Pierre Charrasにより開発され、回路図エディタとPCB配置設計のための統合環境を特徴としている。ツールには部品表の作成、アートワーク、ガーバー、PCBとコンポーネントの3D表示のパッケージが含まれている。

## 歴史
KiCadは、グルノーブル大学で働いていたJean-Pierre Charrasによって1992年に最初のバージョンがリリースされた。それ以来、KiCadはボランティアと寄付によって開発支援されている。特に大きなトピックは、2013年にCERN BE-CO-HTセクションが、オープンハードウェア開発を社会的に促進するためのツールの一つとして、KiCadの開発にリソースを提供し始めた事である。これにより開発は大幅に加速し、市販のEDAツールのレベルに近づいた。
KiCadはバージョン4.0.0(2015年12月)以降にポイントリリースバージョン管理スキームを採用した。これはCERNの開発者が本格的に開発に参加し、より高度なツールを実装した最初のリリースだった。CERNは寄付を通じて開発者を雇用することで、KiCadの開発にさらに貢献する意向だという。寄付はKiCadのWebサイトで受け付けている。

## 構成
KiCadというソフトウエアは、5つの主要部分から構成されている。
- KiCad - プロジェクトマネージャ
- eeschema - 回路図エディタ
- cvpcb - 回路設計で使われるコンポーネント用のフットプリントセレクタ
- pcbnew - 3Dビュアが付属したPCBレイアウトプログラム
- gerbview - ガーバー(photoplotter documents) ビュア

## 特徴

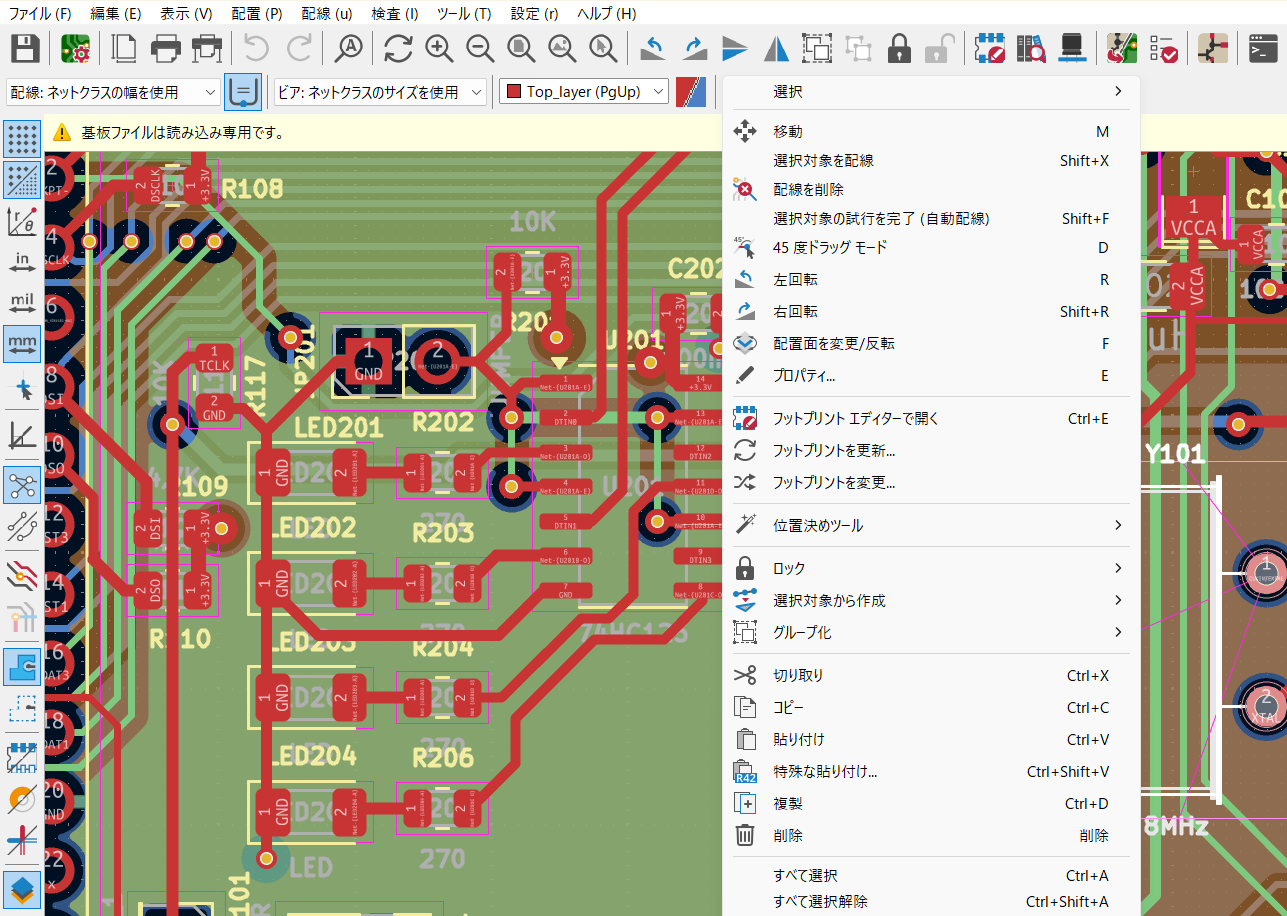
pcbエディターによるPCBのレイアウト作業

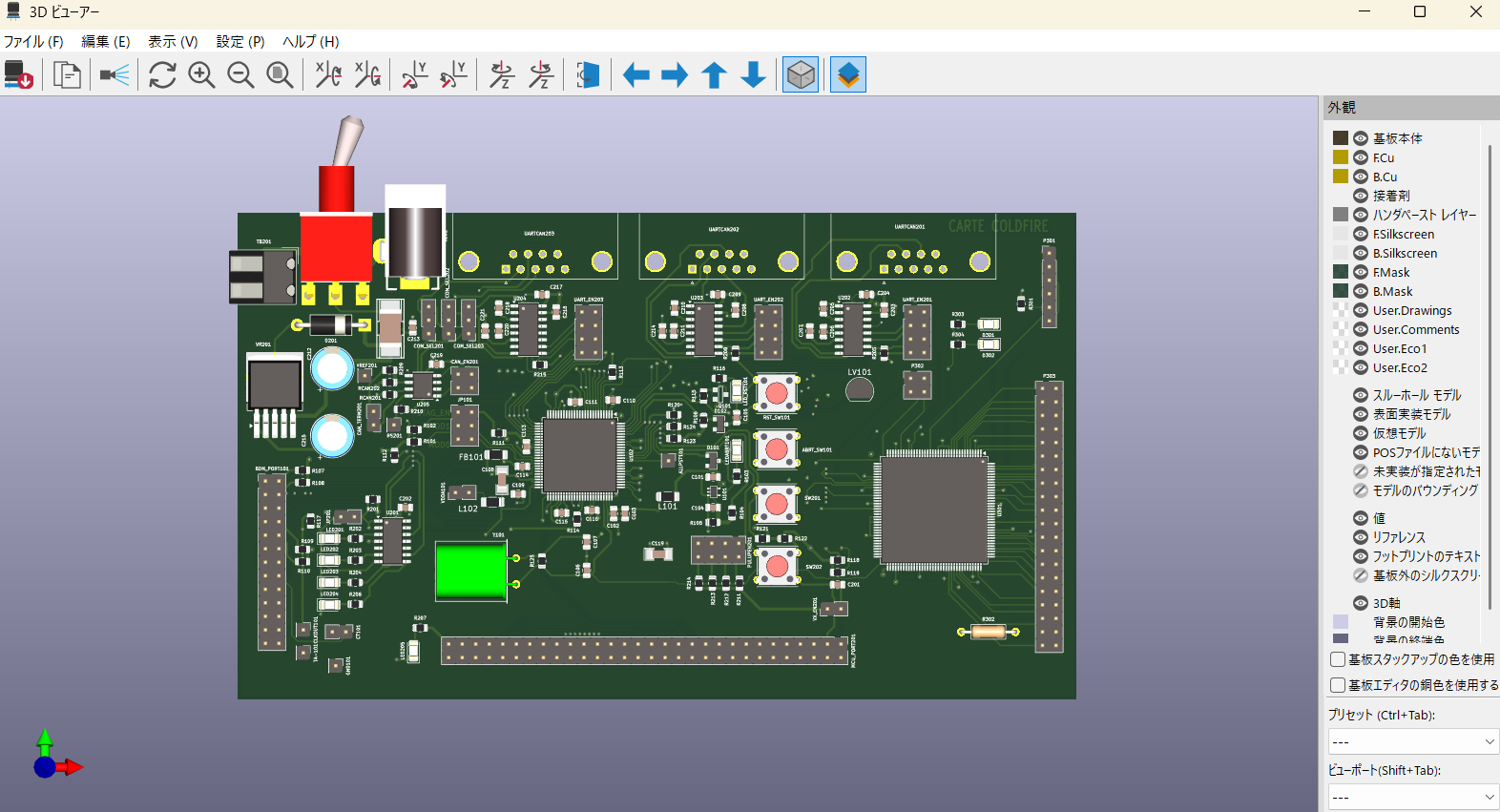
pcbエディターの3Dビュー

KiCadは、回路設計、PCBレイアウト、ガーバーファイル作成・確認、ライブラリ編集といった設計プロセスの全てで使える統合環境である。KiCadは、WxWidgetsで書かれており、FreeBSD, Linux, WindowsやmacOS上で走るクロスプラットフォームである。多くのコンポーネントライブラリが利用でき、ユーザーはカスタムコンポーネントを追加できる。カスタムコンポーネントは、プロジェクトごとに利用でき、どのプロジェクトでも使用するためにインストールすることができる。
例えばEagleといった他のEDAアプリケーションからコンポーネントをインポートするのに役立つツールもある。コンフィギュレーションファイルは、プレーンテキストで記載されている。このことは、CVSか、SVNとのインタフェースするのに役立ち、自動化されたコンポーネント生成スクリプトを作るのに役立つ。
英語、カタルーニャ語、チェコ語、ドイツ語、ギリシャ語、スペイン語、フィンランド語、フランス語、ハンガリー語、イタリア語、日本語、韓国語、ドイツ語、ポーランド語、ポルトガル語、ロシア語、スロベニア語、スウェーデン語、中国語などの複数の言語でサポートされている（回路図やPCBレイアウトの日本語表示にはフォントのマージ作業が必要だったが、バージョン6.0以降で不要となった）。3DのPCBビュー機能はWings3Dの細分化モデラーで実装されている。
KiCadは、組み込みの基本的なオートルータ（自動配線機能）を持っており、あるいはJavaベースのフリーウェアのFreeRoutingを使用することができる。その場合には、PCBデザインは、Specctra社のDSNファイルに出力され、FreeRoutingに読み込まれる。自動配線が終わった後、その結果はSpecctra sessionとして保存され、KiCadのPCBNEWモジュールにインポートバックされる。

## その他
類似名のKiCAD（KCSコンピュータシステム社）という商用の電気系CADソフトが存在していたが、2014年のバージョンアップ後はCAD-eとなっている。